# Лаша Салуквадзе
Лаша Салуквадзе (груз. ლაშა სალუქვაძე, нар. 21 грудня 1981, Махарадзе) — грузинський футболіст, що грав на позиції центрального захисника за низку грузинських і російських клубних команд, а також за національну збірну Грузії.

## Клубна кар'єра
У дорослому футболі дебютував 2000 року виступами за команду «Локомотив» (Тбілісі), в якій провів чотири сезони, взявши участь у 86 матчах чемпіонату. 
Протягом частини 2004 року захищав кольори «Динамо» (Тбілісі), після чого на початку 2005 року за 200 тисяч євро перейшов до російського  «Рубіна». Відіграв за казанську команду наступні п'ять сезонів своєї ігрової кар'єри. У цей період двічі, у 2008 і 2009 роках, ставав у складі казанської команди чемпіоном Росії.
Згодом протягом 2011–2013 відіграв по року за «Волгу» (Нижній Новгород), «Ділу» та «СКА-Енергія».
2013 року перебрався до Азербайджану, де до 2016 року захищав кольори бакинського «Інтера».
Завершував ігрову кар'єру на батьківщині у 2016–2017 роках, граючи за «Ділу» та тбіліське «Динамо».

## Виступи за збірну
2004 року дебютував в офіційних матчах у складі національної збірної Грузії.
Загалом протягом кар'єри у національній команді, яка тривала 12 років, провів у її формі 38 матчів, забивши 1 гол.

## Титули і досягнення
- Чемпіон Росії (2):

«Рубін»: 2008, 2009
- Володар Суперкубка Росії (1):

«Рубін»: 2010